# Chimoio

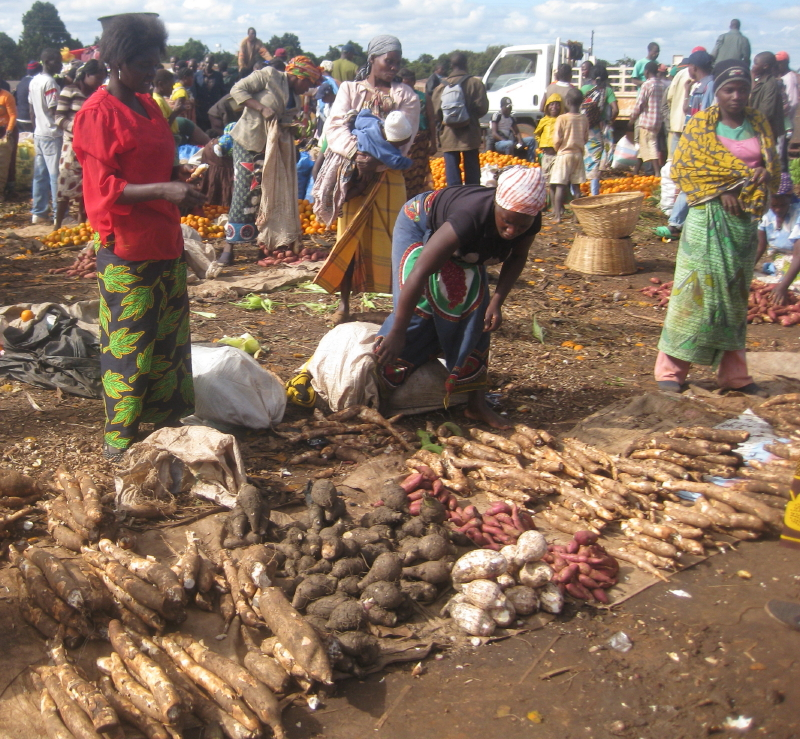
Mercat a Chimoio

Chimoio és una ciutat de Moçambic, situada a l'oest de Beira i la cinquena en importància del país, capital de la província de Manica. Té rang de municipalitat. Fins al 3 de febrer de 1976 es va dir oficialment Vila Pery. La superfície del municipi és de 174 km². L'evolució de la seva població és la següent:

## Demografia
| Any  | Població |
| ---- | -------- |
| 1980 | 74.372   |
| 1997 | 177.608  |
| 2007 | 238.976  |

## Economia
És estació de ferrocarril de la línia Beira-Harare. Als darrers anys ha rebut una forta emigració de treballadors de Zimbàbue que fugen de la crisi econòmica al seu país. El seu nom deriva d'un dels fills del mític cap indígena Ganda (el cap del clan Moyo o Moio) que es va establir en aquestes terres des de M'bire. En llengua local vol dir "Petit Cor".
Prop de la ciutat es troba una roca anomenada Mont Bêngo, però conegut popularment com a Cabeça do Velho per tenir aquesta forma, i que és un atractiu turístic, ja que a més té una gran vista sobre la ciutat i és lloc de cerimònies sagrades tradicionals dels nadius.

## Història
Els primers visitants estrangers d'aquestes terres foren els àrabs; van comerciar pels rius Búzi i Revué amb l'imperi de Monomotapa o Mwenemutapa, sobretot or i vori però també esclaus; un camí de palmeres del tipus borassus que van plantar, servia per recordar la ruta als àrabs, i encara se'n conserven una part; el camí acabava prop de Chimoio.
També els portuguesos van sentir parlar de l'Imperi després del segle xvi van penetrar a la zona i alguns colons s'hi van establir al segle xviii. A finals del segle xix l'administració d'aquestos territoris fou concedida a la Companyia de Moçambic, i el 24 de febrer de 1893 van fundar el primer establiment, Vila Barreto, prop de l'actual Chimoio, en honor del capità portugues Francisco Barreto que el 1552 havia dirigit la primera expedició a l'Imperi de Monomotapa. La ciutat fou de moment estació final de la línia fèrria que sortia de Beira, el que va permetre el seu desenvolupament. El 1897 el ferrocarril va arribar a la frontera de Rhodèsia i va seguir fins a Salisbury, el que va afectar negativament a la ciutat.
El 1899 la capital dels territoris de la companyia es va traslladar de Vila Barreto a un establiment de nom Chimiala, que va agafar el nom de Mandingos, i que va acabar sent la ciutat de Chimoio. La zona es va destacar per les seves bones collites i va atreure comerciants que van fer necessaris hotels i serveis. El 1910 va arribar a Mandingos el governador João Pery de Lind que va afavorir el desenvolupament de la vila i la va portar al seu màxim desenvolupament; va sorgir no gaire lluny el barri de Soalpo (del nom de la societat SOALPO, Sociedade Algodoeira de Portugal) centre de desenvolupament agrícola i industrial amb producció de cotó i productes tèxtils. El 17 de juliol de 1916 Mandingos fou rebatejada Vila Pery en honor seu.
L'administració de la companyia es va acabar el 1942 i llavors la ciutat va formar part del districte de Manica i Sofala. El 17 de juliol de 1959 el governador de la província, Baltazar Rebelo de Sousa, la va elevar a ciutat. El 1974 fou atacada pel Frelimo, i fou l'única ciutat important que va ser objecte d'atacs pels guerrillers durant tota la guerra. El 12 de juny de 1975 el que havia de ser president del país pocs dies després, Samora Moisés Machel, va anunciar que el nom es canviaria a Chimoio; el decret es va fer efectiu el 3 de febrer de l'any següent. La ciutat va patir greument els efectes de la guerra civil (1977-1992). Després ha recuperat un cert dinamisme econòmic.